# ایستگاه کیپلینگ
ایستگاه کیپلینگ (انگلیسی: Kipling station) ایستگاه پایانه غربی خط ۲ بلور–دانفورث سیستم متروی تورنتو است.